# Haviva Reik (schip)
De Haviva Reik (Hebreeuws: חביבה רייק) was een schip dat dienstdeed in de Aliyah Bet, de illegale immigratie van Joden naar het mandaatgebied Palestina. Het schip was vernoemd naar Haviva Reik, een Joodse parachutiste die in het Britse leger diende tijdens de Tweede Wereldoorlog. Zij werd in 1944 door de Duitsers gevangengenomen en op 20 november geëxecuteerd.
Op 28 mei 1946 vertrok het schip met 462 emigranten aan boord vanuit de Griekse havenstad Piraeus. Het schip kreeg nabij de kust van Palestina motorpech. Ongeveer 150 emigranten en de bemanning wisten aan boord van een schip naar Palestina te bereiken. Op 8 juni werd de gestrande Haviva Reik door de HMS Saumarez onderschept en naar Haifa gesleept. De emigranten aan boord werden gedeporteerd naar het interneringskamp Atlit.

Afbeeldingen
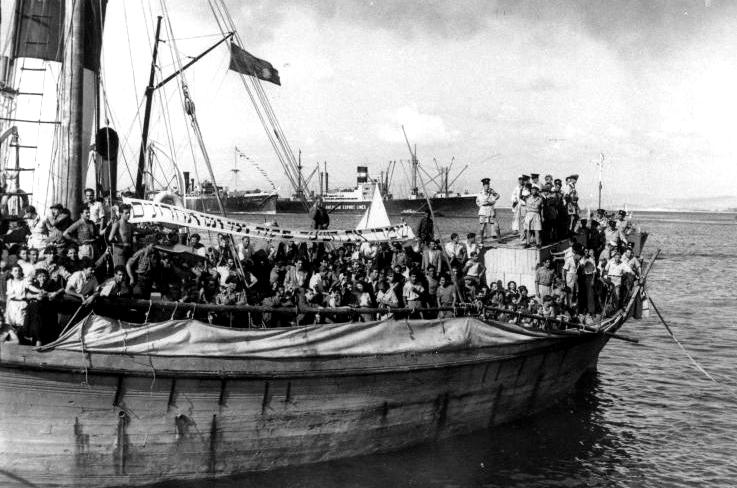
Emigranten aan boord van de Haviva Reik
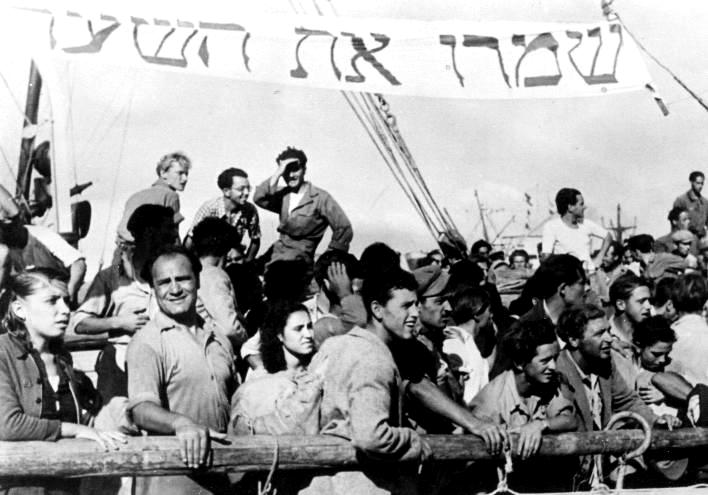
Emigranten aan boord van de Haviva Reik
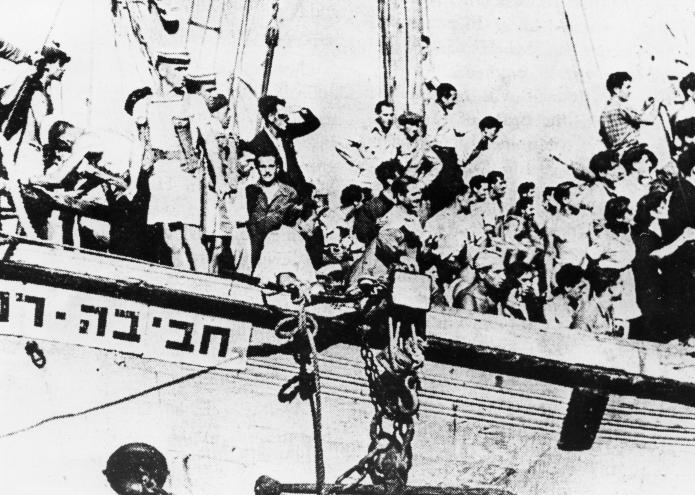
Britse matrozen aan boord van de Haviva Reik
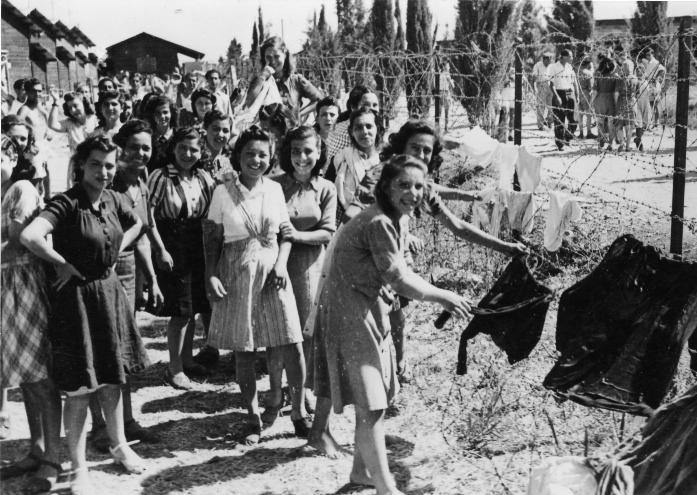
Opvarenden van de Haviva Reik in het interneringskamp Atlit.